# Trichopelma zebra
Trichopelma zebra là một loài nhện trong họ Barychelidae. Loài này phân bố ờ Panama.